# Eric Matsson
Eric Matsson, född i Vadstena församling, död 5 april 1676, var en svensk borgmästare, riksdagsledamot och politiker.

## Biografi
Eric Matsson föddes i Vadstena församling och blev 1625 student vid Uppsala universitet. Han blev 1638 kämnerskrivare i Norrköping och 1647 stadsnotarie och intradskrivare. År 1654 blev han stadssekreterare (syndicus) i Norrköping. Matsson blev 1656 borgmästare för handel och hantverk i Norrköping och efterträdde borgmästaren Nils Andersson. Han blev troligen byggningsborgmästare i Norrköping efter borgmästaren Olof Hising. Matsson var riksdagsledamot för borgarståndet i Norrköping vid riksdagen i Göteborg 1660. Han avled 1676.
Matssons barn tog efternamnet Westerberg.